# John H. B. Latrobe
John Hazlehurst Boneval Latrobe (Filadelfia, 4 maggio 1803 – Baltimora, 11 settembre 1891) è stato un inventore e avvocato statunitense.
È noto principalmente per aver inventato e brevettato la stufa Latrobe o "Baltimore Heater", una particolare stufa in ghisa alimentata a carbone, adattabile all'interno dei caminetti. Questo tipo di stufa, brevettata il 5 settembre 1846, era molto popolare negli anni settanta dell'Ottocento ed era più piccola della stufa Franklin inventata da Benjamin Franklin nel 1742.

## Biografia
Figlio di Benjamin Latrobe, noto architetto e ingegnere dell'epoca, entrò nell'Accademia militare di West Point dove studiò ingegneria dal 1818 al 1821. Al termine degli studi, dopo la morte del padre si trasferì a Baltimora, dove studiò legge e intraprese la professione di avvocato. Si sposò con Margaret Caile Steuart (1795-1831), con la quale ebbe un figlio e nel 1832 con Charlotte Virginia Claiborne (1815-1903) a Natchez, in Mississippi, con la quale ebbe sette figli.

## Carriera
Iscritto all'albo degli avvocati del Maryland, inizialmente lavorò con suo fratello minore Benjamin Henry Latrobe II, fino a quando quest'ultimo decise di intraprendere la professione di ingegnere civile. Divenne avvocato per la Baltimore and Ohio Railroad, la più antica ferrovia degli Stati Uniti, occupandosi principalmente delle trattative per l'acquisizione di terreni, negoziando con diverse tribù tra cui i Choctaw e i Chickasaw e prima della guerra civile americana viaggiò anche in Russia.
Nel 1854 venne eletto membro della società filosofica americana.
In qualità di avvocato specializzato in brevetti, Latrobe era riluttante a prendersi i meriti di inventore, credendo che essere conosciuto come inventore di stufe potesse danneggiare la sua reputazione di avvocato. Nel 1878 erano state vendute oltre trecentomila stufe, anche se negli ultimi decenni alcune delle più vecchie stufe Latrobe vennero utilizzate a scopo decorativo o come fioriere. Nel 1871 tenne una conferenza sulla storia del battello a vapore, illustrando il contributo di Nicholas Roosevelt, marito della sua sorellastra Lydia Sellon Latrobe.
Nel 1853 divenne presidente dell'American Colonization Society, succedendo al senatore Henry Clay, e mantenne questa carica fino alla sua morte, avvenuta nel 1891. In questi anni, fu un fervente sostenitore dei diritti degli schiavi americani emancipati e del loro diritto di tornare in patria. Fu uno dei fondatori e presidente del centro per la storia e la cultura del Maryland e dell'American Bar Association. Nel 1854 tenne un'importante conferenza sulla storia della linea Mason-Dixon all'Historical Society of Pennsylvania e contribuì alla fondazione del Druid Hill Park, uno dei più antichi parchi pubblici degli Stati Uniti, inaugurato nel 1860.
Latrobe fu attivo anche in campo letterario come pittore e poeta, fu uno dei tre giudici che assegnarono un premio a Edgar Allan Poe per il racconto Manoscritto trovato in una bottiglia. Pubblicato sul Sunday Visitor di Baltimora, questo premio contribuì a lanciare la carriera dello scrittore.

## La morte
Latrobe morì nel 1891 e venne sepolto nel Green Mount Cemetery a Baltimora, assieme ad altri membri della sua famiglia. Donò la documentazione dei suoi lavori, inclusa un'autobiografia, alla sua famiglia e agli archivi di stato del Maryland, dove tutt'oggi è conservata. Ferdinand Claiborne Latrobe, uno dei suoi figli, divenne avvocato e scrittore, prestando servizio nel Maryland, e venne eletto sindaco di Baltimora per sette volte.